# George Russell (piloto)
George William Russell (King's Lynn, Norfolk, Inglaterra, Reino Unido; 15 de febrero de 1998), más conocido como George Russell, es un piloto de automovilismo británico. Fue campeón de GP3 Series en 2017 y del Campeonato de Fórmula 2 de la FIA en 2018 (ambos como debutante). Desde 2019 hasta 2021 compitió para Williams en Fórmula 1. Desde 2022 es piloto de la escudería Mercedes-AMG Petronas.

## Carrera

### Inicios
Tuvo sus primeras experiencias en karting en 2006, con 8 años. Compitiendo a nivel internacional en esta disciplina, fue campeón europeo en KF3 CIK-FIA en 2012.
Debutó en monoplazas en 2014; compitió en Fórmula Renault 2.0 y Fórmula 4 ese año. En la primera fue parte del campeonato de los Alpes,donde terminó cuarto, y como invitado en la Eurocopa, donde ganó una carrera. En F4 participó en el Campeonato Británico, ganando 2 de las 3 carreras de la ronda de su debut. Más tarde volvió a ganar en otras tres ocasiones, y finalmente logró ser campeón con 3 puntos de ventaja sobre el segundo, el indio Arjun Maini.
En noviembre de ese año, probó un GP3 del equipo Arden en Yas Marina. En diciembre, ganó el McLaren Autosport BRDC Award, lo que le permitió en 2015 probar el McLaren MP4-26 en Silverstone.

### Fórmula 3 y GP3 Series

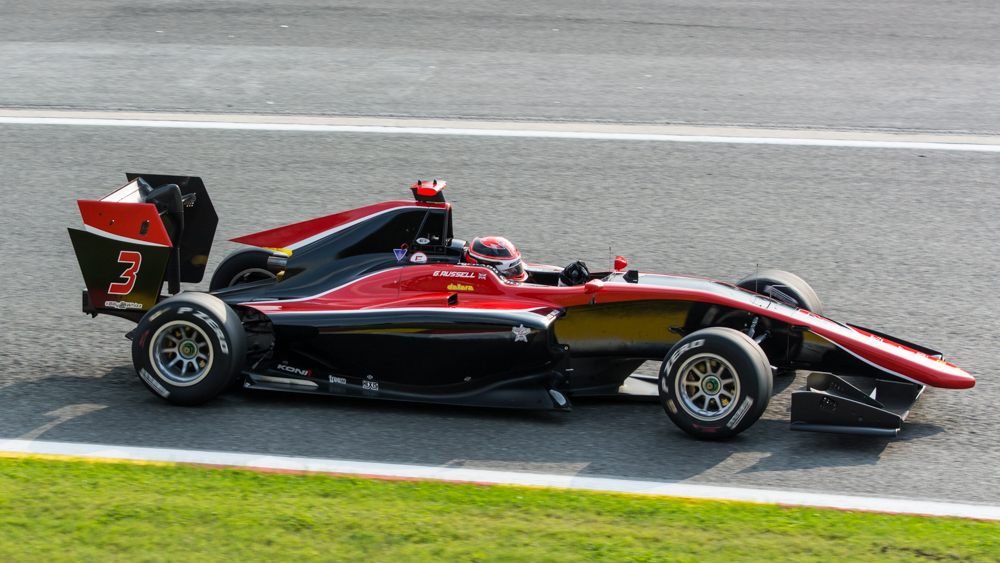
George Russell en GP3 Series 2017.

Pasó a Fórmula 3 en 2015, para correr en el Campeonato Europeo con Carlin. Ganó la carrera dos de la ronda inicial, pero en el resto de la temporada solo subió al podio en dos oportunidades. Terminó sexto en el campeonato general de pilotos y segundo en el de novatos, detrás de Charles Leclerc. Ese año también hizo podio en el Masters de Fórmula 3 de Zandvoort; fue segundo, escolta de su compañero Antonio Giovinazzi.
Al año siguiente pasó al equipo HitechGP y ganó dos carreras en Pau y Spa, con un total de 10 podios y 3 poles. Esto le permitió ser tercero en el Campeonato Europeo. También participó en el Gran Premio de Macao, donde fue primero en clasificación, pero séptimo en la carrera principal.
Para 2017, fue contratado por ART Grand Prix para correr en GP3 Series. Para su tercera carrera, el británico consiguió la pole position y ganó la competencia delante de sus tres compañeros de equipo. Repitió victoria en las carreras 1 de Silverstone, Spa y Monza, y fue campeón de la categoría con una fecha de antelación, en Jerez. Terminó el campeonato con 220 puntos, seguido de Jack Aitken (140), Nirei Fukuzumi (134) y Anthoine Hubert (127), todos del equipo ART.

### Fórmula 2

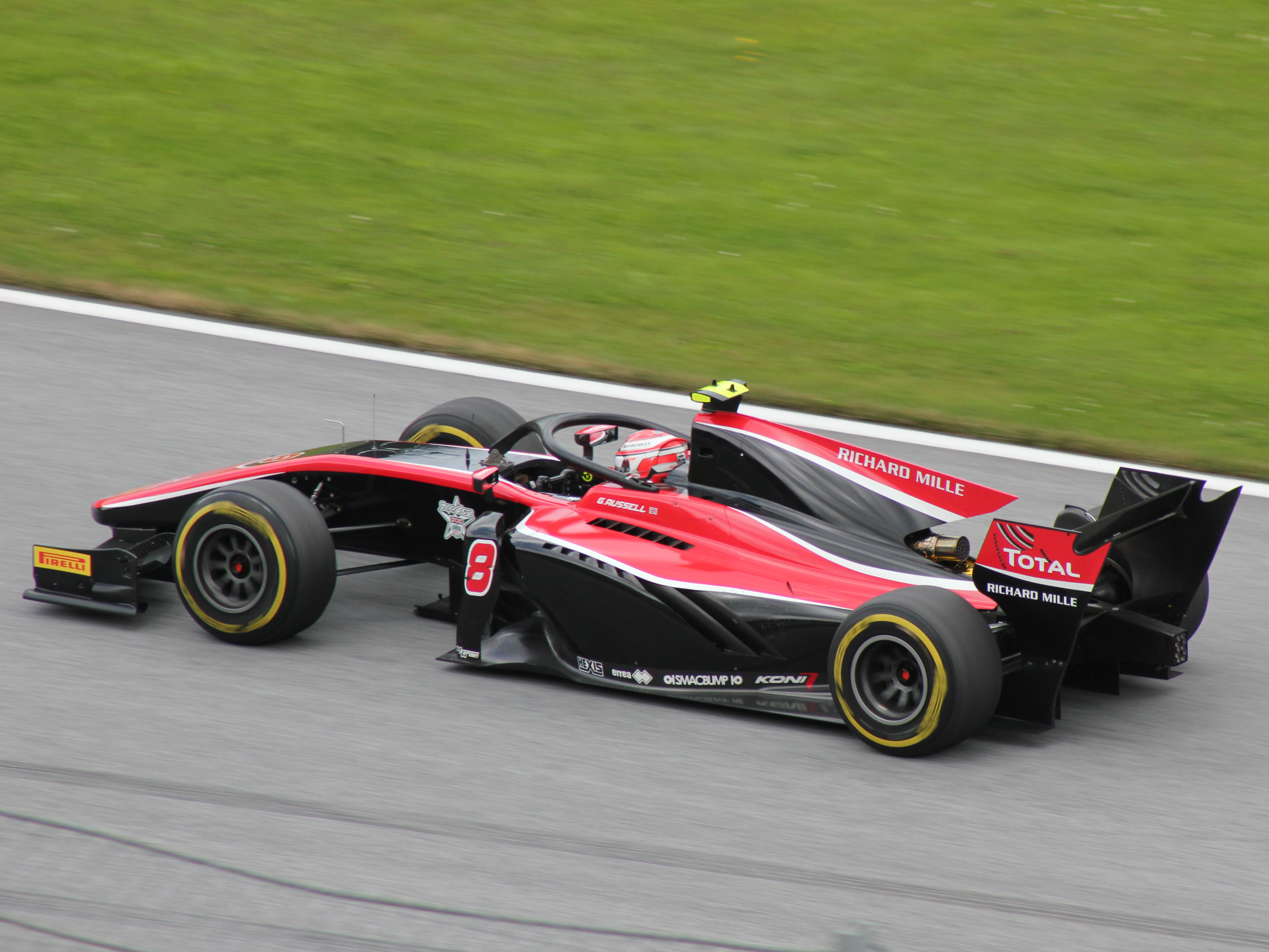
George Russell en el Campeonato de Fórmula 2 de la FIA 2018.

Luego de su campeonato de GP3, fue ascendido en ART al Campeonato de Fórmula 2, junto a su compatriota Jack Aitken. En su carrera debut fue quinto, la cual fue ganada por Lando Norris. Alcanzó su primera victoria en F2 en la cuarta carrera, en la ronda de Bakú, largando en el puesto 11. Volvió a ganar en Barcelona y se puso tercero en el campeonato.
Luego de un doble abandono en Mónaco, Russell volvió a ganar en Le Castellet e hizo un doble podio en Spielberg que lo puso como nuevo líder del torneo. En Silverstone, el británico fue segundo en ambas carreras,pero en Budapest y Spa no sumó muchos puntos y quedó con solo tres puntos de ventaja sobre Norris.
Volvió a la victoria en Monza y repitió en Sochi. Esto, sumado a los pocos puntos del segundo entonces segundo en el campeonato, hizo que Russell llegue a la última fecha, en Yas Marina, con 37 puntos de brecha con Alexander Albon, único con posibilidades de ganarle el campeonato. Finalmente ganó el campeonato tras llevarse la carrera 1, terminando el clasificador con Russell con casi 70 puntos sobre el segundo.

### Fórmula 1

#### Piloto de pruebas
En inicios de 2017, con 18 años, ingresó al programa de jóvenes pilotos del equipo Mercedes de Fórmula 1. Ese año participó en pruebas en Hungaroring en agosto y en los primeros libres de los Grandes Premios de Brasil y Abu Dabi, estos últimos con Force India. En 2018 fue piloto de reserva en Mercedes, y fue probador de Pirelli, en un Force India, en las pruebas de mayo en Barcelona.

#### Williams (2019-2021)
En 2019 ingresó como piloto titular al equipo Williams, siendo Robert Kubica su compañero. En la pretemporada, el equipo no participó en los dos primeros días, y en el resto ocupó generalmente las últimas posiciones en cuanto a mejores tiempos.
En los primeros cinco Grandes Premios de la temporada, los dos pilotos de Williams terminaron en las últimas dos posiciones de llegada, siempre Russell por delante del polaco. En el resto del año, la situación del equipo no mejoró. Kubica sumó un punto en el GP de Alemania, por lo que Russell quedó como el único piloto en no sumar puntos en toda la temporada.

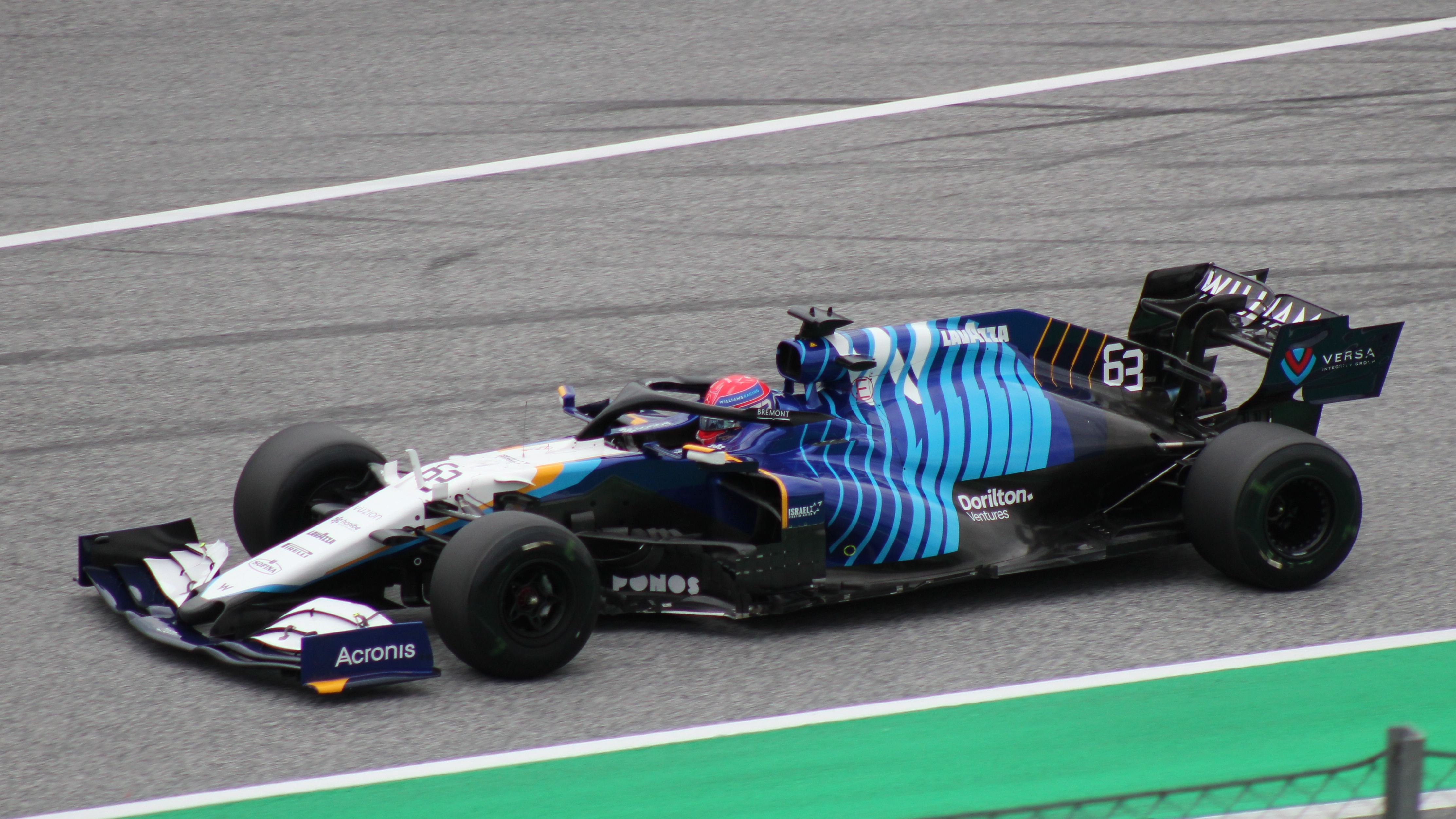
George Russell en el GP de Austria de 2021.

Por otro lado, Russell fue probador de Mercedes en Baréin y Abu Dabi. En este último, marcó el mejor tiempo de la tanda.
En 2020, Nicholas Latifi remplazó a Kubica. Con Williams, el mejor resultado de Russell fue 11.º en el GP de la Toscana, mientras que su compañero finalizó en esa posición en tres ocasiones. Gracias a los puntos sumados en Sakhir con Mercedes, finalizó 18.º en el campeonato.
En la temporada 2021, Russell y Latifi permanecen en Williams. En la primera mitad de la temporada, Russell ingresó regularmente a Q2 en clasificación. En el GP de Hungría, tanto Russell como Latifi sumaron sus primeros puntos con Williams. Latifi finalizó séptimo y Russell octavo, sumando seis y cuatro puntos, respectivamente. Con este resultado, el equipo se colocó octavo en el campeonato de constructores, por delante de Alfa Romeo y Haas. En Bélgica logró clasificarse segundo para la carrera, finalizando en la misma posición tras 4 vueltas debido a la intensa lluvia, logrando así su primer podio en la F1.

#### Mercedes (2020, 2022-)
En el Gran Premio de Sakhir, Russell reemplazó a Lewis Hamilton en Mercedes, finalizando la carrera en noveno lugar y con una vuelta rápida, sumando así tres puntos, los primeros en la máxima categoría.
Tras estar tres temporadas con Williams, el británico firmó con Mercedes para disputar la temporada 2022. En su primera presentación con su nuevo equipo, alcanzó la cuarta posición en el Gran Premio de Baréin, por detrás de los dos pilotos de Ferrari y su compañero de escudería Lewis Hamilton. A la semana siguiente, se plantó en la quinta posición en el circuito de Jeddah, por el Gran Premio de Arabia Saudita, manteniendo un ritmo constante, pero insuficiente para pescar las cuatro primeras escalas.
En Australia, Russell logró su primer podio con Mercedes, al finalizar tercero. Esto fue seguido de otras dos carreras dentro de los cinco primeros en Emilia-Romaña y Miami. Su segundo podio vino en el Gran Premio de España. Momentáneamente se ubicó segundo tras la salida de pista de Max Verstappen, con el cual protagonizó un duelo férreo de defensa y ataque, aunque terminó perdiendo esa posición pero manteniéndose en la tercera plaza para conseguir su segundo podio de la temporada.
En Mónaco fue quinto antes de lograr un nuevo podio en Azerbaiyán. Dos carreras más tarde, el británico sufrió su primer abandono de la temporada tras involucrarse en un accidente múltiple en el inicio de la carrera.
En Francia y Hungría, Russell encadenó dos podios antes del descanso de verano de la F1. Fue en Hungría donde logró su primera pole position en la categoría.
Logró en el Gran Premio de São Paulo su primera victoria en la F1 y también la única del equipo Mercedes en 2022. Finalizó cuarto en el campeonato, dos puestos por delante de su compañero Hamilton.
En la temporada siguiente, Russell obtuvo peores resultados. Solamente obtuvo dos podios, en España y Abu Dabi. Finalizó octavo, mientras que Hamilton fue tercero.

## Resumen de carrera
| Temporada | Categoría                                 | Equipo                                 | Carreras          | Victorias         | Poles             | VR                | Podios            | Puntos            | Pos.              |
| --------- | ----------------------------------------- | -------------------------------------- | ----------------- | ----------------- | ----------------- | ----------------- | ----------------- | ----------------- | ----------------- |
| 2014      | Fórmula 4 BRDC                            | Lanan Racing                           | 24                | 5                 | 3                 | 4                 | 11                | 483               | 1.º               |
| 2014      | Fórmula Renault 2.0 Alpes                 | Koiranen GP                            | 12                | 0                 | 0                 | 0                 | 1                 | 123               | 4.º               |
| 2014      | Eurocopa Fórmula Renault 2.0              | Koiranen GP                            | 2                 | 0                 | 0                 | 0                 | 0                 | 0                 | NC†               |
| 2014      | Eurocopa Fórmula Renault 2.0              | Tech 1 Racing                          | 2                 | 1                 | 1                 | 1                 | 1                 | 0                 | NC†               |
| 2015      | Campeonato Europeo de Fórmula 3 de la FIA | Carlin                                 | 33                | 1                 | 0                 | 0                 | 3                 | 203               | 6.º               |
| 2015      | Masters de Fórmula 3                      | Carlin                                 | 1                 | 0                 | 0                 | 0                 | 1                 | N/A               | 2.º               |
| 2016      | Campeonato Europeo de Fórmula 3 de la FIA | HitechGP                               | 30                | 2                 | 3                 | 3                 | 10                | 264               | 3.º               |
| 2016      | Gran Premio de Macao                      | HitechGP                               | 1                 | 0                 | 1                 | 0                 | 0                 | N/A               | 7.º               |
| 2017      | GP3 Series                                | ART Grand Prix                         | 15                | 4                 | 4                 | 5                 | 7                 | 220               | 1.º               |
| 2017      | Fórmula 1                                 | Sahara Force India F1 Team             | Piloto de pruebas | Piloto de pruebas | Piloto de pruebas | Piloto de pruebas | Piloto de pruebas | Piloto de pruebas | Piloto de pruebas |
| 2018      | Campeonato de Fórmula 2 de la FIA         | ART Grand Prix                         | 24                | 7                 | 5                 | 6                 | 11                | 287               | 1.º               |
| 2018      | Fórmula 1                                 | Mercedes-AMG Petronas Motorsport       | Piloto de pruebas | Piloto de pruebas | Piloto de pruebas | Piloto de pruebas | Piloto de pruebas | Piloto de pruebas | Piloto de pruebas |
| 2018      | Fórmula 1                                 | Williams Martini Racing                | Piloto de pruebas | Piloto de pruebas | Piloto de pruebas | Piloto de pruebas | Piloto de pruebas | Piloto de pruebas | Piloto de pruebas |
| 2019      | Fórmula 1                                 | ROKiT Williams Racing                  | 21                | 0                 | 0                 | 0                 | 0                 | 0                 | 20.º              |
| 2019      | Fórmula 1                                 | Mercedes-AMG Petronas Motorsport       | Piloto de pruebas | Piloto de pruebas | Piloto de pruebas | Piloto de pruebas | Piloto de pruebas | Piloto de pruebas | Piloto de pruebas |
| 2020      | Fórmula 1                                 | Williams Racing                        | 16                | 0                 | 0                 | 0                 | 0                 | 3                 | 18.º              |
| 2020      | Fórmula 1                                 | Mercedes-AMG Petronas Formula One Team | 1                 | 0                 | 0                 | 1                 | 0                 | 3                 | 18.º              |
| 2021      | Fórmula 1                                 | Williams Racing                        | 22                | 0                 | 0                 | 0                 | 1                 | 16                | 15.º              |
| 2021      | Fórmula 1                                 | Mercedes-AMG Petronas Formula One Team | Piloto de pruebas | Piloto de pruebas | Piloto de pruebas | Piloto de pruebas | Piloto de pruebas | Piloto de pruebas | Piloto de pruebas |
| 2022      | Fórmula 1                                 | Mercedes-AMG Petronas Formula One Team | 22                | 1                 | 1                 | 4                 | 8                 | 275               | 4.º               |
| 2023      | Fórmula 1                                 | Mercedes-AMG PETRONAS Formula One Team | 22                | 0                 | 0                 | 1                 | 2                 | 175               | 8.º               |
| 2024      | Fórmula 1                                 | Mercedes-AMG PETRONAS Formula One Team | 24                | 2                 | 4                 | 2                 | 4                 | 245               | 6.º               |
| 2025      | Fórmula 1                                 | Mercedes-AMG PETRONAS Formula One Team | Disputándose      | Disputándose      | Disputándose      | Disputándose      | Disputándose      | Disputándose      | Disputándose      |
| Fuente:   |                                           |                                        |                   |                   |                   |                   |                   |                   |                   |

- † Russell era piloto invitado, por lo que no acumuló puntos.

### Pole positionsen Fórmula 1
| N.º | Años | Gran Premio                 | Constructor | Circuito                         | Total |
| --- | ---- | --------------------------- | ----------- | -------------------------------- | ----- |
| 1   | 2022 | Gran Premio de Hungría      | Mercedes    | Hungaroring                      | 6     |
| 2   | 2024 | Gran Premio de Canadá       | Mercedes    | Circuito Gilles Villeneuve       | 6     |
| 3   | 2024 | Gran Premio de Gran Bretaña | Mercedes    | Circuito de Silverstone          | 6     |
| 4   | 2024 | Gran Premio de Las Vegas    | Mercedes    | Circuito callejero de Las Vegas  | 6     |
| 5   | 2024 | Gran Premio de Catar        | Mercedes    | Circuito Internacional de Losail | 6     |
| 6   | 2025 | Gran Premio de Canadá       | Mercedes    | Circuito Gilles Villeneuve       | 6     |

### Vueltas rápidas en Fórmula 1
| N.º | Años | Gran Premio                        | Constructor | Circuito                         | Total |
| --- | ---- | ---------------------------------- | ----------- | -------------------------------- | ----- |
| 1   | 2020 | Gran Premio de Sakhir              | Mercedes    | Circuito Internacional de Baréin | 10    |
| 2   | 2022 | Gran Premio de Singapur            | Mercedes    | Circuito callejero de Marina Bay | 10    |
| 3   | 2022 | Gran Premio de los Estados Unidos  | Mercedes    | Circuito de las Américas         | 10    |
| 4   | 2022 | Gran Premio de la Ciudad de México | Mercedes    | Autódromo Hermanos Rodríguez     | 10    |
| 5   | 2022 | Gran Premio de São Paulo           | Mercedes    | Autódromo José Carlos Pace       | 10    |
| 6   | 2023 | Gran Premio de Azerbaiyán          | Mercedes    | Circuito callejero de Bakú       | 10    |
| 7   | 2024 | Gran Premio de Emilia-Romaña       | Mercedes    | Autodromo Enzo e Dino Ferrari    | 10    |
| 8   | 2024 | Gran Premio de Hungría             | Mercedes    | Hungaroring                      | 10    |
| 9   | 2025 | Gran Premio de Canadá              | Mercedes    | Circuito Gilles Villeneuve       | 10    |
| 10  | 2025 | Gran Premio de Hungría             | Mercedes    | Hungaroring                      | 10    |

## Resultados

### Campeonato Europeo de Fórmula 3 de la FIA
(Clave) (negrita indica pole position) (cursiva indica vuelta rápida)

| Año      | Escudería | Motor      | 1       | 2        | 3        | 4         | 5       | 6         | 7       | 8       | 9       | 10      | 11      | 12        | 13      | 14       | 15        | 16       | 17      | 18      | 19      | 20      | 21      | 22      | 23        | 24      | 25       | 26      | 27      | 28       | 29      | 30        | 31      | 32      | 33        | Pos. | Puntos |
| -------- | --------- | ---------- | ------- | -------- | -------- | --------- | ------- | --------- | ------- | ------- | ------- | ------- | ------- | --------- | ------- | -------- | --------- | -------- | ------- | ------- | ------- | ------- | ------- | ------- | --------- | ------- | -------- | ------- | ------- | -------- | ------- | --------- | ------- | ------- | --------- | ---- | ------ |
| 2015     | Carlin    | Volkswagen | SIL 1 8 | SIL 2 1  | SIL 3 5  | HOC 1 11  | HOC 2 9 | HOC 3 18  | PAU 1 8 | PAU 2 6 | PAU 3 8 | MNZ 1 8 | MNZ 2 6 | MNZ 3 7   | SPA 1 6 | SPA 2 13 | SPA 3     | NOR 1 10 | NOR 2 5 | NOR 3 2 | ZAN 1 6 | ZAN 2 5 | ZAN 3 6 | RBR 1 5 | RBR 2 7   | RBR 3 9 | ALG 1 10 | ALG 2 5 | ALG 3 4 | NÜR 1 13 | NÜR 2 8 | NÜR 3 10  | HOC 1 7 | HOC 2 8 | HOC 3 Ret | 6.º  | 203    |
| 2016     | Hitech GP | Mercedes   | LEC 1 3 | LEC 2 11 | LEC 3 18 | HUN 1 Ret | HUN 2 4 | HUN 3 Ret | PAU 1 4 | PAU 2 1 | PAU 3   | RBR 1 5 | RBR 2   | RBR 3 Ret | NOR 1 3 | NOR 2 9  | NOR 3 Ret | ZAN 1 7  | ZAN 2 9 | ZAN 3 5 | SPA 1 5 | SPA 2 1 | SPA 3   | NÜR 1 3 | NÜR 2 Ret | NÜR 3 7 | IMO 1 4  | IMO 2 3 | IMO 3 2 | HOC 1 7  | HOC 2 6 | HOC 3 Ret |         |         |           | 3.º  | 264    |
| Fuentes: |           |            |         |          |          |           |         |           |         |         |         |         |         |           |         |          |           |          |         |         |         |         |         |         |           |         |          |         |         |          |         |           |         |         |           |      |        |

### GP3 Series
(Clave) (negrita indica pole position) (cursiva indica vuelta rápida puntuable)
| Año  | Escudería      | 1   | 1   | 2   | 2   | 3   | 3   | 4   | 4   | 5   | 5   | 6   | 6   | 7   | 7   | 8   | 8   | Pos. | Puntos | Ref.   |
| ---- | -------------- | --- | --- | --- | --- | --- | --- | --- | --- | --- | --- | --- | --- | --- | --- | --- | --- | ---- | ------ | ------ |
| 2017 | ART Grand Prix | BAR | BAR | SPI | SPI | SIL | SIL | BUD | BUD | SPA | SPA | MNZ | MNZ | JER | JER | YMC | YMC | 1.º  | 188    | [ 14 ] |
| 2017 | ART Grand Prix | 4   | 5   | 1   | 6   | 1   | 4   | DNS | 11  | 1   | 2   | 1   | C   | 2   | 4   | 2   | 4   | 1.º  | 188    | [ 14 ] |

### Campeonato de Fórmula 2 de la FIA
(Clave) (negrita indica pole position) (cursiva indica vuelta rápida puntuable)

| Año  | Escudería      | 1   | 1   | 2   | 2   | 3   | 3   | 4   | 4   | 5   | 5   | 6   | 6   | 7   | 7   | 8   | 8   | 9   | 9   | 10  | 10  | 11  | 11  | 12  | 12  | Pos. | Puntos | Ref.   |
| ---- | -------------- | --- | --- | --- | --- | --- | --- | --- | --- | --- | --- | --- | --- | --- | --- | --- | --- | --- | --- | --- | --- | --- | --- | --- | --- | ---- | ------ | ------ |
| 2018 | ART Grand Prix | SAK | SAK | BAK | BAK | BAR | BAR | MON | MON | LEC | LEC | SPI | SPI | SIL | SIL | BUD | BUD | SPA | SPA | MNZ | MNZ | SOC | SOC | YMC | YMC | 1.º  | 287    | [ 17 ] |
| 2018 | ART Grand Prix | 5   | 19  | 12  | 1   | 1   | 4   | Ret | Ret | 1   | 17  | 1   | 2   | 2   | 2   | Ret | 8   | 3   | 7   | 4   | 1   | 4   | 1   | 1   | 4   | 1.º  | 287    | [ 17 ] |

### Fórmula 1
(Clave) (negrita indica pole position) (cursiva indica vuelta rápida)

| Año     | Escudería                              | 1       | 2       | 3       | 4      | 5      | 6       | 7       | 8       | 9      | 10      | 11      | 12      | 13      | 14      | 15      | 16      | 17     | 18     | 19     | 20       | 21      | 22      | 23     | 24    | Pos. | Puntos |
| ------- | -------------------------------------- | ------- | ------- | ------- | ------ | ------ | ------- | ------- | ------- | ------ | ------- | ------- | ------- | ------- | ------- | ------- | ------- | ------ | ------ | ------ | -------- | ------- | ------- | ------ | ----- | ---- | ------ |
| 2017    | Sahara Force India F1 Team             | AUS     | CHN     | BHR     | RUS    | ESP    | MON     | CAN     | AZE     | AUT    | GBR     | HUN     | BEL     | ITA     | SIN     | MYS     | JPN     | USA    | MEX    | BRA TD | ABU TD   |         |         |        |       |      |        |
| 2019    | ROKiT Williams Racing                  | AUS 16  | BHR 15  | CHN 16  | AZE 15 | ESP 17 | MON 15  | CAN 16  | FRA 19  | AUT 18 | GBR 14  | GER 11  | HUN 16  | BEL 15  | ITA 14  | SIN Ret | RUS Ret | JPN 16 | MEX 16 | USA 17 | BRA 12   | ABU 17  |         |        |       | 20.º | 0      |
| 2020    | Williams Racing                        | AUT Ret | EST 16  | HUN 18  | GBR 12 | 70A 18 | ESP 17  | BEL Ret | ITA 14  | TOS 11 | RUS 18  | EIF Ret | POR 14  | EMI Ret | TUR 16  | BHR 12  |         | ABU 15 |        |        |          |         |         |        |       | 18.º | 3      |
| 2020    | Mercedes-AMG Petronas Formula One Team |         |         |         |        |        |         |         |         |        |         |         |         |         |         |         | SAK 9   |        |        |        |          |         |         |        |       | 18.º | 3      |
| 2021    | Williams Racing                        | BHR 14  | EMI Ret | POR 16  | ESP 14 | MON 14 | AZE 17† | FRA 12  | EST Ret | AUT 11 | GBR 12  | HUN 8   | BEL 2~  | NED 17  | ITA 9   | RUS 10  | TUR 15  | USA 14 | MEX 16 | SÃO 13 | QAT 17   | ARA Ret | ABU Ret |        |       | 15.º | 16     |
| 2022    | Mercedes-AMG Petronas Formula One Team | BHR 4   | ARA 5   | AUS 3   | EMI 4  | MIA 5  | ESP 3   | MON 5   | AZE 3   | CAN 4  | GBR Ret | AUT 4   | FRA 3   | HUN 3   | BEL 4   | NED 2   | ITA 3   | SIN 14 | JPN 8  | USA 5  | MEX 4    | SÃO 1   | ABU 5   |        |       | 4.º  | 275    |
| 2023    | Mercedes-AMG PETRONAS Formula One Team | BHR 7   | ARA 4   | AUS Ret | AZE 84 | MIA 4  | MON 5   | ESP 3   | CAN Ret | AUT 78 | GBR 5   | HUN 6   | BEL 68  | NED 17† | ITA 5   | SIN 16† | JPN 7   | QAT 4  | USA 58 | MEX 6  | SÃO Ret4 | LVG 8   | ABU 3   |        |       | 8.º  | 175    |
| 2024    | Mercedes-AMG PETRONAS Formula One Team | BHR 5   | ARA 6   | AUS 17† | JPN 7  | CHN 68 | MIA 8   | EMI 7   | MON 5   | CAN 3  | ESP 4   | AUT 14  | GBR Ret | HUN 8   | BEL DSQ | NED 7   | ITA 7   | AZE 3  | SIN 4  | USA 65 | MEX 5    | SÃO 46  | LVG 1   | QAT 43 | ABU 5 | 6.º  | 245    |
| 2025*   | Mercedes-AMG PETRONAS Formula One Team | AUS 3   | CHN 34  | JPN 5   | BHR 2  | ARA 5  | MIA 34  | EMI 7   | MON 11  | ESP 4  | CAN 1   | AUT 5   | GBR 10  | BEL 5   | HUN 3   | NED     | ITA     | AZE    | SIN    | USA    | MEX      | SÃO     | LVG     | QAT    | ABU   | 4.º  | 172    |
| Fuente: |                                        |         |         |         |        |        |         |         |         |        |         |         |         |         |         |         |         |        |        |        |          |         |         |        |       |      |        |

- * Temporada en progreso.

## Balance con compañeros de equipo en Fórmula 1
| Año     | Compañero             | Clasificación | Carrera      | Puntos       |
| ------- | --------------------- | ------------- | ------------ | ------------ |
| 2019    | Robert Kubica         | 18-3          | 16-2         | 0-1          |
| 2020    | Nicholas Latifi       | 14-2          | 8-2          | 0-0          |
| 2020    | Valtteri Bottas       | 0-1           | 0-1          | 3-4          |
| 2021    | Nicholas Latifi       | 17-5          | 14-3         | 16-7         |
| 2022    | Lewis Hamilton        | 9-13          | 10-9         | 275-240      |
| 2023    | Lewis Hamilton        | 11-11         | 7-15         | 175-234      |
| 2024    | Lewis Hamilton        | 19-5          | 15-7         | 245-223      |
| 2025    | Andrea Kimi Antonelli | Disputándose  | Disputándose | Disputándose |
| Fuente: |                       |               |              |              |